# Agnes Samaria
Agnes Samaria (* 11. August 1972 in Otjiwarongo, Südwestafrika) ist eine ehemalige namibische Mittelstreckenläuferin. Die Leichtathletin ist dreifache namibische „Sportlerin des Jahres“ und seit dem 27. Oktober 2005 „Goodwill-Botschafterin“ des internationalen Kinderhilfswerks der Vereinten Nationen. Nach ihrem Rückzug vom Leistungssport wurde sie Teamchefin beim namibischen Leichtathletik-Verband.
Die hauptberufliche Lehrerin gewann unter anderem Bronze bei den Commonwealth Games 2002 in Manchester. Darüber hinaus nahm Agnes Samaria an den Leichtathletik-Weltmeisterschaften 2001 in Edmonton, 2003 in Paris, 2005 in Helsinki und 2007 in Osaka sowie den Olympischen Spielen 2000, 2004 und 2008 für ihr Land teil.
Samarias persönliche Bestzeiten betragen:
- 400 Meter 53,83 Sekunden am 12. Februar 2001 in Potchefstroom
- 800 Meter 1:59,15 Minuten am 29. Juli 2002 in Manchester (namibischer Rekord)
- 1000 Meter 2:34,19 Minuten am 30. August 2002 in Brüssel
- 1500 Meter 4:05,30 Minuten am 29. Juli 2008 in Monaco (namibischer Rekord)
- 60-Meter-Hürdenlauf 10,52 Sekunden am 10. März 2004 in Sindelfingen (namibischer Rekord)
- 800 Meter (Halle) 1:59,91 Minuten am 15. Februar 2005 in Stockholm (namibischer Rekord)

Persönlicher Trainer von Agnes Samaria war der saarländische Landestrainer Willi Gernemann.